# Uršula
Uršula je ženské křestní jméno latinského původu. Jméno vzniklo ze slova ursa a znamená „malá medvědice“. Podle starého kalendáře má svátek 21. října. Další variantou jména je Voršila.

## Uršula v Česku
Jméno v Česku nepatří mezi nejpoužívanější. V roce 2007 v Česku neslo jméno Uršula 411 občanek a registrovaných cizinek (z toho 409 samostatně a 3 spolu s jiným jménem), významně zastoupené jsou ale varianty Ursula (296 žen, z toho 266 samostatně) a polská verze Urszula (262 žen, z toho 198 samostatně), i když oboje patrně nosí hlavně cizinky.

## Známé nositelky jména

### Svaté a blahoslavené
- sv. Voršila (4. století)
- bl. Orsolina Veneri di Parma

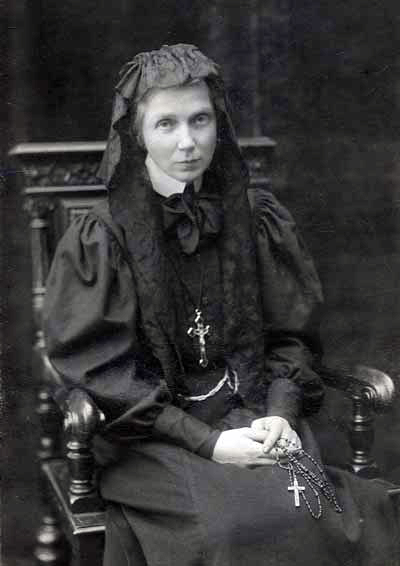
Sv. Urszula Ledóchowska v roce 1907.

- sv. Weronika Giuliani (1660-1727) – italská řeholnice, rodným jménem Orsola Giuliani
- sv. Urszula Ledóchowska (1865-1939) – polská řeholnice, zakladatelka šedých uršulinek

### Ostatní
- Ursula K. Le Guinová – americká spisovatelka
- Uršula Kluková – česká herečka
- Ursula Buschhorn – německá herečka
- Ursula von der Leyenová – německá politička